# El Hadi Khediri
El Hadi Khediri né le 16 décembre 1934 à Tebessa et mort le 28 novembre 2011 à Alger, était un homme politique algérien membre du FLN.

## Biographie
À l'indépendance en 1962 il commence sa carrière au ministère des PTT en tant que directeur départemental, avant de devenir en 1964 chef de cabinet du ministre des affaires étrangères Abdelaziz Bouteflika. Selon les directives du président Ahmed Ben Bella, il est arrêté en juillet 1964, c'est aussi le cas d'Ahmed Taleb Ibrahimi. Puis il est libéré peu de temps avant le coup d'État du 19 juin 1965 par le colonel Houari Boumédiène. 
En 1971 il est nommé directeur-adjoint de la sûreté nationale, avant de devenir directeur en 1977 jusqu'en 1987 année où il est appelé à exercer la fonction de ministre de l'intérieur.

## Fonctions
- 1977-1987, Directeur général de la sûreté nationale.
- 1987-1988, Ministre de l'intérieur.
- 1988-1990, Ministre des transports.
- 1991, Ambassadeur en Tunisie[6].